# 준칙주의
준칙주의(準則主義)는 대한민국에서 회사설립에 대해여 인정하는 입법주의를 말한다. 엄격성에 따라 단순준칙주의와 엄격준칙주의로 나뉜다. 단순준칙주의는 설립의 책임에 관하여 상세한 규정을 두지 않는 입법주의이고 자유설립주의와 유사하게 운영될 수지가 있다. 반대로 엄격준칙주의는 회사의 설립을 담당한 자(주식회사의 경우에는 발기인)에게 엄격한 책임을 묻는 것을 말하는데 대한민국 상법은 이런 엄격준칙주의(제321조, 제322조)를 원칙으로 한다.